# Afula
Afula (en hebreu: עפולה) (en àrab: العفولة) és una ciutat en el Districte del Nord d'Israel, també coneguda com la capital de la Vall de Jizreel. D'acord amb l'Oficina Central d'Estadístiques d'Israel (OCEI) el 2008 Afula tenia una població de 39.700 habitants.

## Demografia
D'acord amb les xifres de l'OCEI, el 2001 les ètnies de la ciutat estaven conformades en un 99,4% per jueus i un 0,6% per àrabs. En 2001 es trobaven establerts en la ciutat 262 immigrants. Hi havia en aquest any 18.500 homes i 19.900 dones. La població de la ciutat comprenia un 34,3% de 19 anys o menys, 15,8% entre 20 i 29 anys, 17,5% entre 30 i 44, 16,9% de 45 a 59, 4% de 60 a 64, i 11,5% de 65 anys a més. El creixement de població en el 2001 va ser de 0,9%.

## Geografia
- Altitud: 78 metres.
- Latitud: 32º 36' 39"
- Longitud: 35º 17' 30"

## Ingressos anuals
Segons l'OCEI, en el 2000, a la ciutat hi havia 13.762 treballadors assalariats i 887 empleats. El salari mig mensual en el 2000 per a un treballador assalariat en la ciutat era de 4.723 NIS. Hi havia 962 persones aturades que rebien beneficis socials i 3.938 que reben un ingrés per garanties.

## Educació
Segons l'OCEI, hi ha 24 escoles i 8.688 estudiants a la ciutat. Existeixen també 16 escoles elementals amb 3.814 estudiants, i 12 instituts amb 4.874 estudiants. El 52,3% de la població tenia un certificat de matrícula el 2001.

## Ciutats Agermanades
- Santa Fe, Argentina